# Alfred Wegener
Alfred Wegener (Berlín, 1 de novembre de 1880 - Eismitte, Groenlàndia, 15 de novembre de 1930) va ser un meteoròleg alemany que el 1912 va proposar la teoria de la deriva dels continents, en la qual defensava que els continents d'ambdós costats de l'oceà Atlàntic s'estaven separant. El 1915, Wegener, va publicar la teoria de que aproximadament uns dos cents milions d'anys havia existit un supercontinent gegant, Pangea, que es va disgregar.
Molts geòlegs van ridiculitzar Wegener per les seves idees, assenyalant que no podia explicar com es movien els continents. Només després que es descobrís l'expansió del fons marí a mitjans del segle xx es va reconèixer a Wegener el mèrit d'haver estat precursor de la teoria de la tectònica de plaques.

## Biografia
Alfred Wegener, fill de Richard i Anna Wegener va tenir dos germans més, en Kurt i el Tony. El seu pare va ser teòleg i professor de llengües clàssiques a l'escola berlinesa Gymnasium zum Grauen Kloster i a més a més, va estar a càrrec d'un orfenat. Des de 1886 va adquirir una gran afició per l'esport a l'aire lliure, ja que la seva família va comprar una casa als afores de Berlín. Durant l'estiu practicava alpinisme, natació i navegació. I a l'hivern era més aficionat a l'esquí i al patinatge.
Wegener va acabar els seus estudis secundaris en el Köllnischen Gymnasium de Berlín el 1899 on es va graduar com el millor de la seva classe i entre 1900 i 1904 va continuar formant-se a la Universitat de Heidelberg, Innsbruck i Berlín. Allà, va estudiar Física, Meteorologia i Astronomia. Des de setembre de 1902 a setembre de 1904 va treballar com a astrònom a l'observatori públic de la Societat Urania, a Berlín. El 24 de novembre de 1904 es va fer el doctorat en Astronomia a la Universitat de Berlín. De 1905 a 1906 va treballar com a assistent a l'Observatori Aeronàutic a Lindenberg.

### Viatges a Groenlàndia
Des dels seus inicis com a estudiant va tenir un gran interès per explorar Groenlàndia i per la meteorologia. Per preparar-se per les seves expedicions a l'Antàrtida, Wegener va arribar a dominar l'ús de cometes i globus per observacions climatològiques fins al punt que el 1906 amb el seu germà Kurt va establir el rècord mundial de vol ininterromput (52 hores). L'expedició va començar el 1906 i va tenir una durada de dos anys. Aquesta va ser la primera de les quatre expedicions que va fer en total en aquell territori.
Durant els dos primers anys que va passar a Groenlàndia va fer un gran volum de treballs científics sobre meteorologia, geologia i glaciologia. En tornar a Alemanya a partir de 1917 va ser professor de meteorologia i astronomia de la Universitat de Marburg. Durant aquest període publica més de 40 articles basats en estudis de la precipitació i la inversió tèrmica a Groenlàndia i sobre l'origen de les tormentes ciclòniques, fenòmens òptics d'aquell territori. Aquest període és considerat el més productiu de la seva carrera científica on també va publicar el seu primer llibre Thermodynamic der Amosphäre (1911) tot i que més tard el va substituir per un de nou amb el títol de Vorlesungen über Physik der Atmosphäre (1935).
El 1912 Wegener va realitzar una altra expedició. En ella van fer uns estudis de glaciologia i climatologia. Més endavant va fer una altra expedició de 1929 a 1930 i finalment de 1930 a 1931.

### Primera Guerra Mundial
Wegener va participar en la Primera Guerra Mundial com un oficial de la reserva d'infanteria on no va ser apte per lluitar al front i el van assignar al servei de meteorologia de l'exèrcit. Aquest treball durant la Primera Gran Guerra l'obligava a viatjar molt sovint entre les diferents estacions meteorològiques als Balcans, al front occidental, als estats bàltics i inclús a la mateixa Alemanya.
El 1915 va desenvolupar la primera versió de L'origen dels continents i oceans. A l'acabar la guerra Wegener va publicar vint treballs més sobre meteorologia i geologia.

### Període de postguerra
Fins al 1926 la teoria de la deriva continental es va fer tan controvertida que es va difondre a través de moltes traduccions del seu propi llibre. Fins i tot es va arribar a fer un simposi a Nova York. Durant aquesta conferència duta a terme per l'Associació Americana de Geòlegs del Petroli es va analitzar el confrontament entre les idees moblistes d'Alfred Wegener com els postulats fixistes de principis del segle XX impregnats pel neopositivisme. A més a més, també es van expressar diverses crítiques al mètode hipotètic-deductiu de Wegener.
El 1927 decideix fer una altra expedició a Groenlàndia, aquest cop, dirigint-la. En aquesta expedició van poder descobrir que l'espessor del gel interior sobrepassava els 1800 metres.
El 1929 va fer una tercera expedició a Groenlàndia amb dues persones més.

### Últim viatge a Groenlàndia
Un any després de la tercera expedició, Alfred Wegener va dur a terme la seva última expedició. Des de bon començament van tenir diverses dificultats. Van partir des de la costa oriental de Groenlàndia amb una caravana. Hi va haver molta escassetat de provisions i per això que Wegener i un altre company van haver de tornar a la costa per agafar provisions. Finalment, va morir el novembre de 1930 a causa d'un atac de cor provocat pel gran esforç físic.